# Richard Helms
Richard Helms (Filadelfia, 30 marzo 1913 – Washington, 22 ottobre 2002) è stato un funzionario statunitense, fu direttore della CIA e ambasciatore in Iran.

## Biografia
Helms nacque a Filadelfia nel 1913. Nel 1935, dopo la laurea conseguita al Williams College a Williamstown nel Massachusetts, trovò lavoro presso la United Press a Londra.

### Carriera nei servizi segreti
A 23 anni Helms intervistò Adolf Hitler per l'United Press International (UPI) durante le olimpiadi del 1936.
Durante la Seconda guerra mondiale Helms prestò servizio nella Marina degli Stati Uniti. Nel 1943, fu inviato al Secret Intelligence Branch dell'ufficio dei Servizi Strategici (OSS), vista la sua capacità di parlare tedesco. All'indomani della guerra fu trasferito al nuovo Office of Special Operations (OSO), dove dall'età di 33 anni fu messo a capo dell'intelligence e delle operazioni di counter-intelligence in Austria, Germania, e Svizzera.
La OSO divenne una divisione della CIA quando questa organizzazione fu creata dalla National Security Act del 1947. Nel 1962 Helms divenne Director of the National Clandestine Service (Direttore dei Piani) dopo il disastroso tentativo della CIA di invadere Cuba. Dopo essere decaduto con i Kennedy, fu espulso dal Vietnam per aver supervisionato al colpo di Stato per rovesciare il Presidente Ngô Đình Diệm. A seguito dell'assassinio di John F. Kennedy, Helms fu fatto vice direttore della CIA, sotto la guida dell'ammiraglio William Raborn. Un anno dopo, nel 1966, fu nominato direttore.

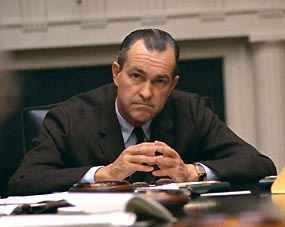
Richard Helms, al Cabinet Room della Casa Bianca, il 27 marzo 1968.

La facilità del ruolo di Helms, sotto il Presidente Lyndon Johnson cambiò con l'arrivo del nuovo Presidente Richard Nixon e con il suo consigliere per la sicurezza: Henry Kissinger. Dopo la debacle di Watergate, dal quale Helms riuscì a mantenere a distanza la CIA, nei limiti del possibile, l'agenzia finì sotto un maggior controllo da parte del Congresso. Nel gennaio 1973, Nixon, considerò Helms maggiormente adatto per fare l'ambasciatore USA in Iran, viste le sue buone relazioni con lo Shah Mohammad Reza Shah Pahlavi, e incaricato di osservare nell'area l'industria petrolifera e le questioni relative alla stabilità di governo.. Poche settimane dopo aver intrapreso questo incarico, Helms lasciò la posizione di Direttore della CIA e servì dal 1973 al 1976 come ambasciatore in Iran a Tehran.
Nel 1983, il Presidente Ronald Reagan attribuì a Helms la National Security Medal. Dopo la morte per cancro alle ossa nel 2002, Richard Helms fu sepolto nel Cimitero Nazionale di Arlington in Virginia.